# Měšťanský dům čp. 417 (Javorník)
Měšťanský dům č. p. 417 se nachází na ulici Míru mezi domy 416 a 418 v Javorníku v okrese Jeseník. Dům je kulturní památkou ČR a je součástí městské památkové zóny Javorník.

## Historie
Měšťanský dům byl postaven před rokem 1373, kdy je poprvé zmiňován jako součást městské středověké zástavby. V průběhu let byl poškozen při různých katastrofách i v roce 1428, kdy město Javorník dobyli husité. Byl přestavován po požárech (1576, 1603, v roce 1825 byly zničeny 104 domy) a povodních. V roce 1843 byl majitelem Hanke. V roce 1945 dům patřil zemědělci Richardu Straussovi. V polovině šedesátých let 20. století byla provedena rekonstrukce domu včetně nevhodně opravené fasády. Dům vlastní obec.

## Popis
Dům č. p. 417 je empírová řadová jednopatrová šestiosá stavba postavená z cihel. Uliční fasáda je hladká členěna kordonovou římsou a hlavní římsou. Atikové patro je plné se třemi nesymetricky umístěnými okny ve štukových rámech. Na atikové patro v levé části nasedá volutový štít zakončený trojúhelníkový tympanon s půlkruhovým oknem.
V přízemí ve druhé ose zleva (asymetricky) je prolomen vchod. Nad okny prvního patra jsou nadokenní římsy. Střecha je sedlová. Místnosti v přízemí a v patře mají ploché stropy.